# Тамара Іскандерія
Тамара Іскандерія (башк. Тамара Искәндәриә, справжнє ім'я — Тамара Ішбулдівна Юлдашева; нар. 10 червня 1958, село Кіяуково, Ішимбайський район Башкирської АРСР) — башкирська поетеса, перекладач, драматург, журналіст. Член Спілки письменників Республіки Башкортостан і Російської Федерації.

## Біографія
Тамара Іскандерія (Тамара Ішбулдівна Юлдашева) народилася 10 червня 1958 року в с. Кіяук Ішимбайського району Башкирської АРСР.
Працювала швеєю-мотористкою на Ішимбайській трикотажній фабриці. У 1981 році закінчила Башкирский державний університет. По закінченні університету працювала кореспондентом газети «Башҡортостан пионеры» (нині «Йәншишмә», потім працювала у газеті «Йәшлек», на радіо і телебаченні Башкортостану, у газеті «Башкортостан», журналі «Ватандаш».
З 2007 року Т. Іскандерія — заступник головного редактора журналу «Башкортостан кизи».
З 2010 року — головний редактор журналу «Акбузат».
Її чоловік — башкирський поет Хісматулла Юлдашев, у них народилося троє синів